# Google nearline
Google Nearline és un servei d'emmagatzematge per a dades, còpia de seguretat en línia i recuperació de desastres. Es basa en l'emmagatzematge nearline, barreja de les paraules angleses "near" i "online". Aquest tipus d'emmagatzematge és una fusió de l'emmagatzematge en línia, ràpid i de fàcil accés a les dades, i l'emmagatzematge fora de línia, que serveix per arxivar dades a llarg termini. El seu llançament es va fer l'onze de març de 2015.

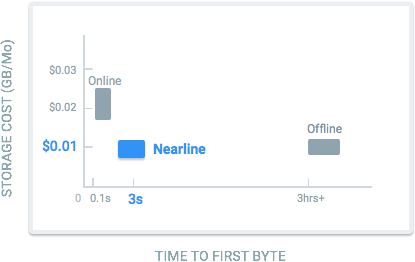
Diferència entre els tres tipus d'emmagatzematge de Google.

Amb Google Nearline les dades són accesibles en segons, no en hores o dies. Aproximadament en tres segons de resposta i 1 cèntim/ GB i mes.
Està optimitzat per a tenir una alta disponibilitat i baixa latència (present però invisible o inactiu). Això el fa ideal per a situacions com donar continguts a l'usuari final, on cada mil·lisegon compta.
Està enfocat per accessos poc freqüents a dades, com una recuperació d'un desastre i situacions d'emmagatzematge en fred. Aquestes situacions també són més tolerants amb les disponibilitats lleugerament baixes i latències lleugerament altes, que les situacions de servidors fora de línia.
La combinació de l'accés poc freqüent a les dades, baixant lleugerament la disponibilitat i les expectatives de latència, significa que l'emmagatzematge es pot donar a un cost significativament baix per GB i per mes. Google Nearline pot oferir un preu competitiu amb els serveis d'emmagatzematge fora de línia, però sense els inconvenients associats i les llargues esperes per accedir a les dades.
Google ofereix tres tipus d'emmagatzematge:
| TIPUS D'EMMAGATZEMATGE                                              | CARACTERÍSTIQUES | CASOS D'ÚS | PREU (GB/mes) |
| ------------------------------------------------------------------- | --- | --- | ------------- |
| Estàndard                                                           | Alta disponibilitat i baixa latència (el temps del primer byte és de desenes de mil·lisegons)                                                                | Dades que requereixen una baixa latència d'accés o dades a les que s'accedeix freqüentment, com un servidor de continguts web, treballs de càrrega interactius o jocs i aplicacions mòbils.                                                      | 0.026$        |
| Disponibilitat de durada reduïda DRA (Durable Reduced Availability) | Disponibilitat més baixa que l'estàndard i un cost més baix per GB emmagatzemat                                                                              | Aplicacions que són particularment sensibles al cost, o per les que la no disponibilitat és acceptable, com per a feines per lots i alguns tipus de dades de suport.                                                                             | 0.020$        |
| Nearline                                                            | Disponibilitat lleugerament més baixa i latència lleugerament més alta (el temps pel primer byte és de 2 a 5 segons) que l'estàndard però a un cost més baix | Dades a les que no s'accedeix freqüentment (no més d'una vegada al mes). Normalment, són dades per a recuperació de desastres, o també l'anomenat emmagatzematge fred, que són dades arxivades que potser no es necessitaran en un futur proper. | 0.010$        |

## Avantatges / Característiques
- Servei de transferència: Cloud Storage Transfer Service. Disponible per a totes les empreses. Es pot configurar per fer una migració puntual o programar-lo per fer transferències de dades periòdiques. S'utilitza per transportar dades al teu contenidor des de magatzems d'altres proveïdors. També es poden migrar dades des del tipus estàndard al Nearline per minimitzar costos.

- Acció ràpida: de dos a cinc segons de latència per a requeriments complexos i recuperació de dades.
- Durabilitat: està dissenyat per donar el 99.999999999% de durabilitat als objectes per sobre de l'any.
- Demanda Entrada/Sortida (I/O): s'incrementa la velocitat d'entrada i sortida en situacions on s'han de recuperar dades del contenidor més ràpidament que els 4MB /segon de lectura per TeraByte de dada emmagatzemada.[3]
- Protecció: les dades són protegides en més d'un magatzem en múltiples localitzacions.
- API familiars: s'utilitzen les mateixes que en els serveis de Google Cloud Platform.
- Predicció: l'alta velocitat de lectura i les accions programades permeten fer la recuperació de dades en el punt i en el temps que es vol.
- Baix cost: el preu de capacitat és 1 cèntim per GB/mes per les dades en descans.
- Socis integrants: proveïdors líders de recuperació i emmagatzematge de dades: Actifio, PixitMedia, Unitrends, Veritas/Symantec, NetApp, Iron Mountain, Germinare, Cloudberry Lab, Filepicker, Commvault, EMC, Egnyte, Cohesity.[4]

## Utilització
L'ús de la plataforma d'emmagatzematge es realitza a partir d'una consola. Les passes a seguir són simples:
1. Crear un compte a Google.
2. Triar una plataforma d'emmagatzematge.
3. Crear un contenidor i especificar la seva localització.
4. Carregar les dades que es volen emmagatzemar.

A partir d'aquest punt, es poden crear carpetes, esborrar dades, fer-les públiques o netejar tot el contenidor.
Totes aquestes accions es poden fer amb l'eina gsutil, que permet treballar en el projecte, amb unes ordres simples: 
- Creació del projecte: gsutil mb gs://my-awesome-bucket/
- Carregar un objecte al projecte: gsutil cp Desktop/cloud-storage-logo.png gs://my-awesome-bucket
- Descarregar un objecte del projecte: gsutil cp gs://my-awesome-bucket/cloud-storage-logo.png Desktop
- Copiar un objecte a una carpeta del contenidor: gsutil cp gs://my-awesome-bucket/cloud-storage-logo.png gs://my-awesome-bucket/just-a-folder
- Llistar del contingut d'un contenidor o carpeta: gsutil ls gs://my-awesome-bucket
- Llistat específic d'un objecte: gsutil ls -l gs://my-awesome-bucket/cloud-storage-logo.png
- Fer públic l'objecte: gsutil acl ch -u AllUsers:R gs://my-awesome-bucket/cloud-storage-logo.png
- Donar accés al teu contenidor: gsutil acl ch -u user@gmail.com:W gs://my-awesome-bucket
- Esborrar objectes: gsutil rm gs://my-awesome-bucket/cloud-storage-logo.png
- Netejar: gsutil rm -r gs://my-awesome-bucket

## Creació de contenidors
Els contenidors (buckets) són els espais on es desaran les dades. El procés de creació és molt senzill utilitzant les eines que la plataforma de Google ofereix. Les passes a seguir són:
1. Obrir el directori Cloud Storage en la consola de Google Cloud Platform
2. Clicar "Create Bucket"
3. En la caixa de diàleg, especificar: nom, tipus d'emmagatzematge, localització on s'han d'emmagatzemar les dades.
4. Clicar "Create"

## Localitzacions
Cada contenidor té una localització a Google Storage Cloud, així pots controlar on és emmagatzemada la teva informació. Hi ha dues escales: Continental i Regional.
- Continental: Estats Units, Unió Europea, Àsia.
- Regional: escala més fina. Permet que especifiquis on vols que estiguin les seves dades a Google Compute Engine.

Per a una situació de recuperació de desastre, és una bona idea emmagatzemar les copies de seguretat en la regió més propera, ja que es minimitzarà el temps de recuperació. Per a una situació d'emmagatzematge en fred, és millor triar una localització continental, ja que dona a Google més flexibilitat on emmagatzemar les teves dades, poden millorar l'actuació, particularment si les llegeixes des de diversos llocs.

## Migració de dades
Les dades poden ser transferides d'un tipus d'emmagatzematge a l'altre, per alleugerir costos i també des de proveïdors externs. Mitjançant el Cloud Storage Transfer Service, es pot realitzar una migració i també programar el programari perquè es facin transferències periòdiques. També es poden programar sincronitzacions periòdiques de les dades d'origen a les de destí amb filtres avançats, basats en les dates dels arxius, per nom o per l'hora del dia en què es vulgui importar les dades. Aquestes accions es poden fer d'acord amb volums de petabytes.
En una situació de recuperació d'un desastre, quan es necessiti llegir les dades arxivades, segurament és imprescindible llegir-les totes, i ràpid, ja que es vol recuperar el temps perdut i tornar a funcionar tan ràpid com sigui possible. L'emmagatzematge fred consisteix en arxivar dades que es necessitin algun dia, o que legalment s'hagin de guardar, però que les possibilitats que se n'hagi de llegir una part és baixa. Quan calgui llegir alguna part, probablement només es necessiti llegir una petita fracció del que s'ha arxivat. Amb Nearline, es pot utilitzar gsutil o una altra eina per copiar objectes rellevants de l' àrea de treball i continuar amb la feina. En aquesta situació, és molt valuós tenir accés directe a la feina i eines familiars per treballar-hi.
En l'emmagatzematge en fred, el flux de treball no es veurà interromput i la productivitat es mantindrà alta. Per a situacions de recuperació de desastres, es podrà estar en funcionament hores abans del que s'hi estaria en una solució d'emmagatzematge fora de línia.